# Ромба (кантон)
Ромба (фр. Rombas) — кантон во Франции, в регионе Эльзас — Шампань — Арденны — Лотарингия, департамент Мозель, округ Мец. До марта 2015 года кантон административно входил в состав упразднённого округа Мец-Кампань.
Численность населения кантона в 2007 году составляла 20211 человек. 
Код INSEE кантона — 57 18. С марта 2015 года в составе кантона 14 коммун, суммарная численность населения — 43 835 человек (2013).

## Коммуны кантона
До марта 2015 года в составе кантона было 2 коммуны:
| Коммуна  | Население | Почтовый индекс | Код INSEE |
| -------- | --------- | --------------- | --------- |
| Амневиль | 9 314     | 57360           | 57019     |
| Ромба    | 10 743    | 57120           | 57591     |